# Aphanius almiriensis
Aphanius almiriensis és una espècie de peix de la família dels ciprinodòntids i de l'ordre dels ciprinodontiformes.

## Morfologia
Els mascles poden assolir els 2,9 cm de longitud total.

## Distribució geogràfica
Es troba a Europa: Grècia.

## Estat de conservació
La seua principal amenaça és la pèrdua del seu hàbitat.